# Narutówka
Narutówka (dawniej Kosiniec, Kosieniec) – struga, prawostronny dopływ Leniwki o długości 13,82 km.
Struga płynie w województwie mazowieckim, powiecie radomskim na terenach gmin Pionki, Głowaczów i Jastrzębie. Jej źródła znajdują się w okolicach wsi Augustów. Następnie szerokim łukiem dociera do wsi Przejazd i dalej płynie krawędzią doliny Radomki, wzdłuż granicy Puszczy Kozienickiej. W rejonie stawów Grądy rozdziela się, jedno ramię uchodzi do Leniwki, a drugie bezpośrednio do Radomki.
Do roku 1923 Narutówka nosiła nazwę Kosiniec (Kosieniec). Zmieniono ją po śmierci Gabriela Narutowicza. Prezydent bowiem w tych okolicach często bywał na polowaniach.